# Lovčice (Hradec Králové)
Lovčice é uma comuna checa localizada na região de Hradec Králové, distrito de Hradec Králové‎.